# باري تومسون
باري تومسون (بالإنجليزية: Barry Thompson)‏ هو لاعب اتحاد الرغبي نيوزلندي، ولد في 28 ديسمبر 1947 في Oxford, New Zealand ‏ في نيوزيلندا، وتوفي بنفس المكان في 13 يونيو 2006.